# Lässerud
Lässerud är en småort i Eda kommun, Värmlands län belägen i Köla socken.

## Befolkningsutveckling
| Befolkningsutvecklingen i Lässerud 1995–2010 | Befolkningsutvecklingen i Lässerud 1995–2010 | Befolkningsutvecklingen i Lässerud 1995–2010 | Befolkningsutvecklingen i Lässerud 1995–2010 | Befolkningsutvecklingen i Lässerud 1995–2010 |
| -------------------------------------------- | -------------------------------------------- | -------------------------------------------- | -------------------------------------------- | -------------------------------------------- |
|                                              |                                              |                                              |                                              |                                              |
| År                                           |                                              |                                              | Folkmängd                                    | Areal (ha)                                   |
| 1995                                         | 1995                                         |                                              | 87                                           | 44#                                          |
| 2000                                         | 2000                                         |                                              | 77                                           | 44#                                          |
| 2005                                         | 2005                                         |                                              | 76                                           | 44#                                          |
| 2010                                         | 2010                                         |                                              | 79                                           | 44#                                          |
| 2015                                         | 2015                                         |                                              | 62                                           | 34#                                          |
| Anm.: # Som småort.                          |                                              |                                              |                                              |                                              |